# Piega Watteau

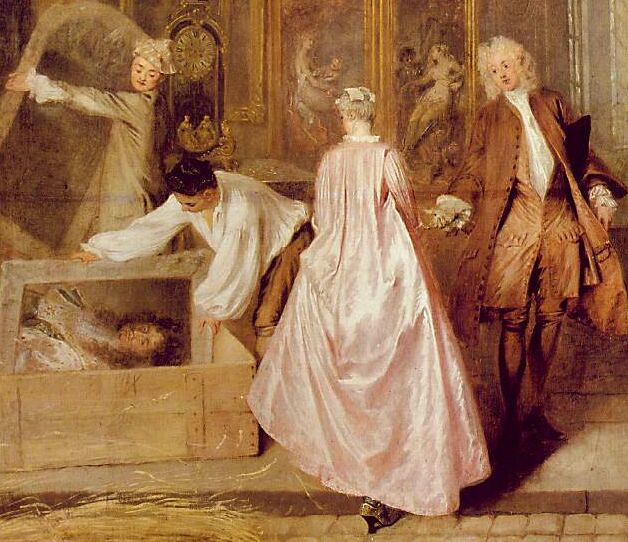
L'Enseigne de Gersaint (1720) di Antoine Watteau (1720) con la piega Watteau nella parte posteriore della figura rappresentata

Le piega Watteau è l'insieme delle pieghe posteriori che caratterizzano l'abito alla francese del XVIII secolo.

## Descrizione
Il nome è stato dato dagli storici moderni a questa parte dell'abito in onore dell'artista Antoine Watteau, che ha dipinto gli abiti francesi in numerosi dipinti. La sua opera L'Enseigne de Gersaint (1720) presenta un esempio delle pieghe di Watteau. I contemporanei, tuttavia, si accontentavano di chiamarle pieghe.
Con l'influenza della moda inglese, il vestito alla francese è cambiato. Le pieghe Watteau, che galleggiavano sul retro del vestito in una sorta di cappotto, sono scomparse. Quando la donna francese semplificò il suo vestito e indossò un abito all'inglese, le pieghe posteriori sparirono per sempre.